# Paul Jatta
Paul Jatta (født 21. februar 1991) er en fodboldspiller fra Gambia, der senest havde kontrakt med FC Fyn

## Karriere

### Brøndby IF
Efter to prøvetræninger hos Brøndby IF valgte klubben den 18. marts 2009 at skrive en 4-årig kontrakt med spilleren..
Paul Jatta fik sin debut for Brøndby den 7. marts 2010 i 1-1-kampen mod SønderjyskE, hvor han efterfølgende blev kåret til man-of-the-match af Brøndby IF's hjemmeside. Den 31. januar 2012 ophævede Brøndby IF kontrakten med Jatta, da man i klubbens sportslige ledelse ikke mente at Jatta havde udsigt spilletid i klubben.

### FC Fyn
I september 2012 skrev Jatta kontrakt med den nyoprykkede 1. divisionsklub FC Fyn. Inden kontrakten blev indgået havde Jatta prøvetrænet 14 dage med den fynske klub, der anså gambianeren som en klar forstærkning til deres trup. Inden aftalen med FC Fyn kom i stand havde Jatta været til prøvetræning i FC Fredericia uden at tilspille sig en kontrakt.
Da FC Fyn lukkede på grund af økonomiske vanskeligheder den 31. januar 2013 blev Jatta sammen med resten af spillertruppen fritstillet. Umiddelbart efter lukningen kom Jatta således til prøvetræning i den nordjyske klub FC Hjørring.